# Graven en vorsten van Bentheim

Stamwapen

De adellijke familie Bentheim uit het huis Götterswick speelt een belangrijke rol in de geschiedenis van Nedersaksen en Noordrijn-Westfalen.
Zij hebben geregeerd in de volgende rijksvrije heerlijkheden en graafschappen:
- Graafschap Bentheim
- Graafschap Steinfurt
- Graafschap Tecklenburg
- Heerlijkheid Rheda.

Daarnaast bezaten zij nog heerlijkheden in Nederland en Duitsland die deel uitmaakten van andere vorstendommen.
Zie ook wapen van Bentheim

## De opkomst van het geslacht
De familie is afkomstig van Götterswick bij Dinslaken, dat deel uitmaakte van het hertogdom Kleef. Everwijn I van Götterswick (1397-1454) erft in 1421 het graafschap Bentheim via zijn grootmoeder Hedwig, de erfdochter van Johan II, graaf van Bentheim uit het Huis Holland. Sindsdien wordt de naam Van Bentheim door de familie gevoerd.
Door het huwelijk van Everwijn met Mathilde van Steinfurt komt in 1451 ook de heerlijkheid (1495 graafschap) Steinfurt in de familie. Na de dood van Everwijn in 1454 volgen zijn twee zoons hem ieder in een graafschap op.
1. Arnold (overleden 1466) in Steinfurt

Van deze tak stammen de huidige 'vorsten' af, Duitsland kent geen vorsten meer sinds 1918.
1. Bernhard II (overleden in 1473) in Bentheim.

Deze tak sterft in 1528 uit, waarna de graafschappen weer in een hand komen.
Bentheim-Steinfurt verwerft door het huwelijk van Everwijn II met Anna van Gemen de heerlijkheid Wevelinghoven (tegenwoordig een stadsdeel van Grevenbroich) die deel uitmaakt van het keurvorstendom Keulen. In 1528 komt het graafschap Bentheim aan deze tak. Het huwelijk van Arnold II van Bentheim-Steinfurt (1497-1553) met Maria van Bentheim-Bentheim is daarbij van groot belang.
In 1562 erft Arnold III (1554-1606) via zijn moeder Anna van Tecklenburg het graafschap Tecklenburg met de heerlijkheid Rheda. Daarnaast levert zijn huwelijk met Magdalena van Nieuwenaar hem het volgende op:
- het graafschap (Hohen-)Limburg. Dit graafschap heeft zijn zelfstandigheid verloren en valt onder het gezag van het graafschap Mark.
- de heerlijkheid Alpen (bij Moers), die deel uitmaakt van het keurvorstdendom Keulen
- de heerlijkheid Linnep (bij Düsseldorf), die deel uitmaakt van het hertogdom Berg
- de heerlijkheid Heppendorf (bij Bergheim), die deel uitmaakt van het hertogdom Gulik.

## De verdeling van de landen in 1594/1610
Dit grote complex van bezittingen blijft niet lang bijeen. Op 25 december 1594 wordt een delingsverdrag gesloten, waarin de toekomstige verdeling van de bezittingen onder de vijf zoons van Arnold III geregeld wordt. In 1610 wordt de deling doorgevoerd.
1. Adolf van Bentheim-Tecklenburg (geboren 17 juli 1577, overleden 5 april 1623) krijgt het graafschap Tecklenburg met de heerlijkheid Rheda en enkele ambten van het graafschap Hoya.
2. Arnold Joost van Bentheim-Bentheim (geboren 4 april 1580, overleden 10 februari 1643) krijgt het graafschap Bentheim
3. Willem Hendrik van Bentheim-Steinfurt (geboren 4 februari 1584, overleden 6 oktober 1632) krijgt het graafschap Steinfurt en de heerlijkheid Wewelinghoven
4. Koenraad Gumbrecht van Bentheim-Limburg (geboren 10 maart 1585, overleden 10 maart 1618) krijgt het graafschap Limburg
5. Frederik Lodewijk van Bentheim-Alpen (geboren 29 augustus 1587, overleden 8 januari 1629) krijgt de heerlijkheid Alpen.

Drie van de vijf takken sterven echter al snel uit:
- In 1618 Bentheim-Limburg
- In 1629 Bentheim-Alpen
- In 1632 Bentheim-Steinfurt.

Bij de herverdeling onder de twee overgebleven takken valt Steinfurt aan de tak Bentheim-Bentheim en Limburg aan de tak Bentheim-Tecklenburg.

## Bentheim-Tecklenburg
Deze hoofdtak wordt in 1674 gedeeld in:
- Bentheim-Tecklenburg voor Johan Adolf (geboren 22 september 1637, overleden 29 juli 1704)
- Bentheim-Tecklenburg-Rheda voor Frederik Maurits (geboren 27 oktober 1653, overleden 13 december 1710).

De successie in Tecklenburg in 1562 was sindsdien bestreden door de graven van Solms. Na langdurige processen wordt de familie Solms in het gelijk gesteld in de jaren 1700/1729 verliest de familie Bentheim het graafschap. Nadat Solms zijn rechten aan Pruisen heeft verkocht is iedere aanspraak nog zinloos.
De tak Tecklenburg sterft in 1704 uit en die van Rheda blijft over. Tot 1756 resideren de graven op het slot Hohenlimburg, daarna in Rheda. Rheda is de enige rijksvrije bezitting en die wordt in 1808 gemediatiseerd door het groothertogdom Berg. De graven behouden deze status nadat in 1815 Rheda en Limburg bij het koninkrijk Pruisen zijn gevoegd.
Op 20-7-1817 krijgen zij de Pruisische titel: vorst van Bentheim-Tecklenburg. Verder voeren zij de titels graaf van Tecklenburg en Limburg, heer van Rheda, Wewelinhoven, Hoya, Alpen en Helpenstein.

## Bentheim-Bentheim en Bentheim-Steinfurt
In 1643 delen de zonen van Arnold Joost de beide graafschappen van hun vader:
- Bentheim-Bentheim voor Ernst Willem (geboren 6 december 1623, overleden 26 augustus 1693). In augustus 1668 ging de graaf Ernst Wilhelm van Bentheim, die een morganatisch huwelijk had gesloten met de struise Geertruy van Zelst uit Doetinchem, in het geheim over naar het katholicisme. Dat deed hij om zijn opvolging veilig te stellen van het graafschap dat een protectoraat was van de Republiek der Zeven Verenigde Nederlanden.[1][2] Von Galen bezette het gebied met inzet van zijn inmiddels goed getrainde leger en met behulp van 60 kartouwen, een soort houwitsers. Iedereen meende dat het doorgestoken kaart was en Von Galen was bijzonder trots op deze bekering.
- Bentheim-Steinfurt voor Philips Koenraad (geboren 2 juli 1627, overleden 8 mei 1668).

Na de dood van graaf Ernst Willem in 1693 ruilen de twee neven van graafschap, zodat de nakomelingen van Ernst Willem in Bentheim-Steinfurt regeren en die van Philips Koenraad in Bentheim-Bentheim.

### Bentheim-Bentheim (1693-1803)
Ook deze tak verliest zijn graafschap. In 1752 verpandt graaf Frederik Karel het gebied aan het keurvorstendom Hannover en hij is niet meer in staat de pandsom op te brengen. Met zijn dood op 19 februari 1803 is deze tak uitgestorven.

### Bentheim-Steinfurt (na 1693)
Door het huwelijk van graaf Ernst met Isabella Justine van Horne verkrijgt de graaf in 1694 de heerlijkheid Batenburg in Gelderland.
In 1803 erft de graaf de rechten op het verpande graafschap Bentheim. Aan de zelfstandigheid komt een einde in 1806 als het graafschap wordt gemediatiseerd door het groothertogdom Berg. Na het Congres van Wenen in 1815 blijft deze status bestaan binnen het koninkrijk Pruisen. Als in 1819 de verpanding van het graafschap Bentheim wordt beëindigd, krijgt de graaf deze status ook in het koninkrijk Hannover.
Op 21 januari 1817 krijgen zij de Pruisische titel: vorst van Bentheim en Steinfurt. Verder voeren zij de titels Graaf van Tecklenburg en Limburg, Heer van Rheda, Wewelinhoven, Hoya, Alpen en Helpenstein.